# Newman (Australië)
Newman is een mijnstadje in de regio Pilbara in West-Australië. Het ligt 1.189 kilometer ten noordenoosten van Perth, 452 kilometer ten zuiden van Port Hedland en 277 kilometer ten zuidoosten van Tom Price. In 2021 telde Newman 6.456 inwoners tegenover 4.245 in 2006.
Het mijnstadje werd genoemd naar de berg Mount Newman. De berg was vernoemd naar Aubrey Woodward Newman, een landmeter van de overheid, die op 24 mei 1896 in Cue was gestorven aan tyfus tijdens een expeditie van Nannine naar de Ophthalmia Range. William Frederick Rudall nam toen de leiding van de expeditie over en vernoemde de berg naar zijn overleden overste.

## Geschiedenis
Aborigines van de Mardu-taalgroep waren de oorspronkelijke bewoners van de streek. De eerste Europeaan die de streek ten noorden van Newman verkende was Francis Thomas Gregory tijdens een expeditie in 1861. Hij vermeldde reeds de aanwezigheid van ijzererts. John en Daisy Bates waren de eersten die zich in de streek vestigden en er een veestation begonnen. 

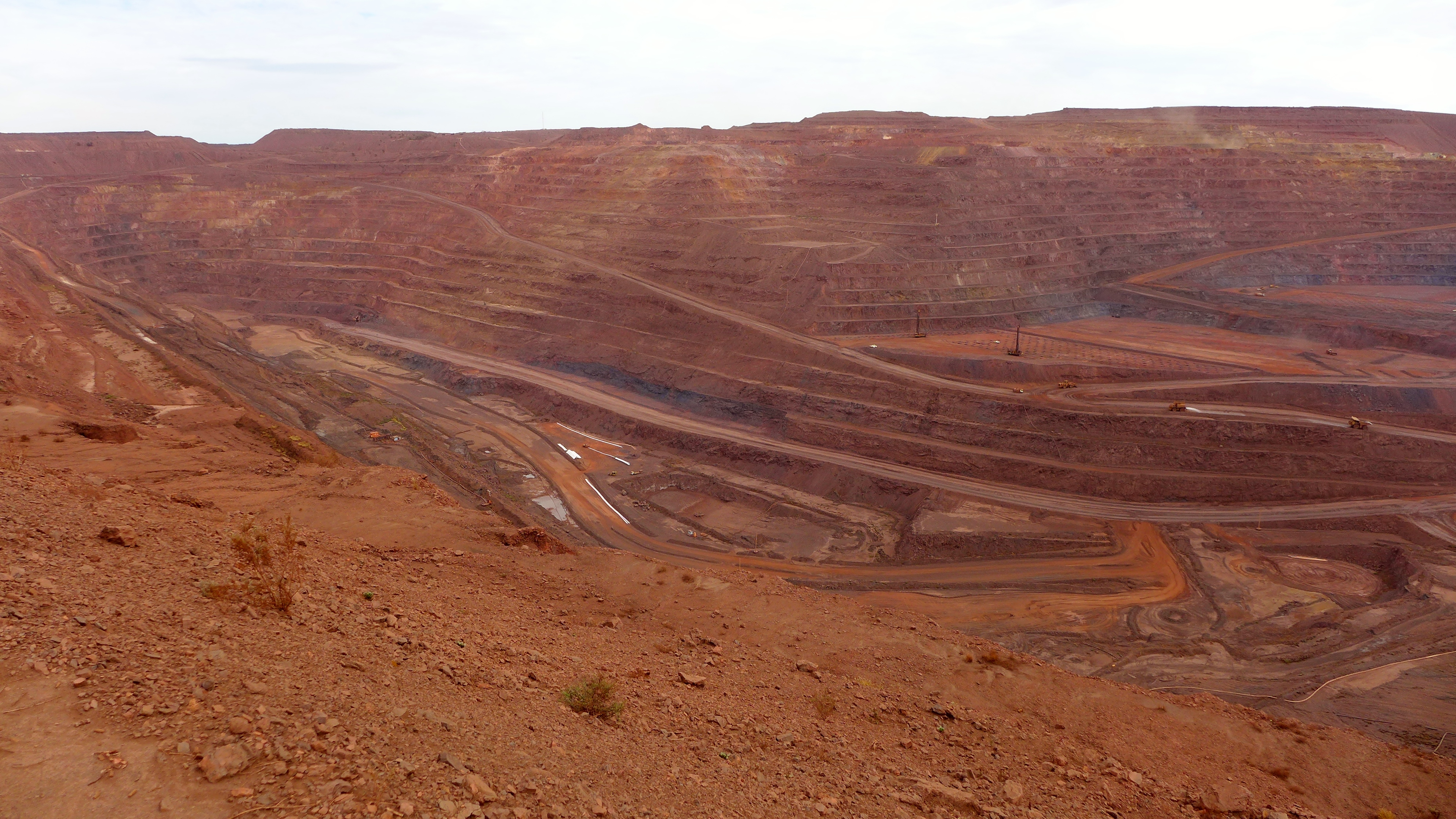
Mount Whaleback in 2016

In 1957 ontdekte Stan Hilditch een grote ijzerertsafzetting nabij Mount Newman. De restricties op de export van ijzererts uit de Tweede Wereldoorlog werden echter pas opgeheven in 1960. Een consortium, de Mt. Newman Mining Company (voor 85 % in handen van BHP), werd opgericht. Het Amerikaanse bedrijf Bechtel Pacific ontwikkelde tussen 1967 en 1969 de ijzermijn, het mijnstadje Newman en de 426 kilometer lange spoorweg tussen de mijn en de haven.
De daaropvolgende twintig jaar groeide het stadje snel. In 1972 werd Newman officieel gesticht als Mount Newman. In 1981 verkocht BHP het stadje aan de West-Australische overheid voor AU $ 1. De naam Mount Newman werd in Newman veranderd en een normalisatieproces werd opgestart. Stilaan gaat de eigendom van meer en meer woningen over van BHP naar de inwoners van Newman. In 2009 vierde BHP het veertigjarige bestaan van haar operaties in Newman. Newman is het administratieve en dienstencentrum voor het lokale bestuursgebied Shire of East Pilbara.

## Economie
De belangrijkste industrie is de mijnindustrie. De Mount Whaleback en Orebody 29 ijzerertsmijnen horen bij de grootste dagbouw-ijzerertsmijnen ter wereld. De Mount Whaleback ijzerertsmijn heeft een lengte van 5,5 kilometer. Verder zijn rondom Newman een aantal grote veetelers (pastoralisten) actief.

### Toerisme
Newman is ook een toeristische uitvalsbasis voor 'nabijgelegen' nationale parken, historische en industriële plaatsen :
- Er vertrekken toeristische excursies naar de Mount Whaleback-ijzerertsmijn vanuit het Newman Visitors Centre.
- Marble Bar en Nullagine zijn historische goldrush-dorpjes, ontstaan eind 19e eeuw.
- In het op een na grootse nationaal park van West-Australië, Karijini National Park, heeft miljoenen jaren erosie voor diepe kloven en waterpoelen gezorgd.
- Het Karlamilyi (Rudall River) National Park is het grootste nationaal park van West-Australië maar zeer afgelegen en er zijn geen faciliteiten.
- Cape Keraudren National Park is aan de kust gelegen.

## Transport
De enige toegangsweg is de Great Northern Highway die Newman verbindt met Port Hedland in het noorden en Perth in het zuiden. De Newman Airport ligt 15 kilometer ten zuiden van het stadje. De Mount Newman Railway, een 426 kilometer lange private spoorweg die Newman verbindt met Port Hedland, is in handen van BHP. Treinen kunnen tot 3,75 kilometer lang zijn en getrokken worden door tot zes locomotieven. Ze vervoeren tot 24.000 ton ijzererts van de mijnen naar de haven.

## Trivia
- Newman ligt negen kilometer boven de steenbokskeerkring.
- In 2007 vond de geoloog Arthur Hickman, met Google Earth, per ongeluk een krater van een meteorietinslag op 35 kilometer van Newman.[8]
- Op 21 juni 2001 reed de langste trein ter wereld over de Mount Newman Railway. De trein was 7,3 kilometer lang, bestond uit 682 wagens, woog 99.734 ton en werd getrokken door acht General Electric AC6000CW-diesellocomotieven en bestuurd door één machinist.[9]

## Klimaat
Newman kent een warm woestijnklimaat, BWh volgens de klimaatclassificatie van Köppen. De gemiddelde jaarlijks temperatuur bedraagt 25,1 °C en de gemiddelde jaarlijkse neerslag ongeveer 300 mm.